# Stożkówka włochata
Stożkówka włochata (Conocybe mairei Kühner ex Watling) – gatunek grzybów z rodziny gnojankowatych (Bolbitiaceae).

## Systematyka i nazewnictwo
Pozycja w klasyfikacji według Index Fungorum: Conocybe, Bolbitiaceae, Agaricales, Agaricomycetidae, Agaricomycetes, Agaricomycotina, Basidiomycota, Fungi.
Po raz pierwszy opisał go w 1935 r. Robert Kühner, ale prawidłową diagnozę gatunku sporządzili dopiero w 1977 roku R. Kühner i Roy Wattling. Synonimy:
- Conocybe mairei Kühner 1935
- Galera mairei J.E. Lange 1938
- Pholiotina mairei (Kühner ex Watling) Enderle 1986
- Pholiotina mairei Singer 1960
- Pholiotina mairei var. stercorea Tkalčec 2009

Nazwę polską zaproponował Władysław Wojewoda w 2003 r.

## Morfologia
Kapelusz
Średnica 3–7 mm, początkowo dzwonkowaty, następnie wypukły z niewielkim garbkiem, delikatnie owłosiony, higrofaniczny; w stanie świeżym jasnobrązowy z prążkowanym brzegiem, po wyschnięciu jasnobrązowy do ochrowego.
Blaszki
Wąsko przyrośnięte, o szerokości do 1 mm, dość gęste (L = 20–25, l = 1), ochrowe, następnie rdzawe. Krawędzie blaszek białe, kłaczkowate.
Trzon
Wysokość 15–30 mm, grubość 0,3–0,5 mm, cylindryczny, równy lub lekko z lekko rozszerzoną podstawą, jasnobrązowy.
Miąższ
W kapeluszu i trzonie jasnoochrowy, bez wyraźnego zapachu i smaku.
Wysyp zarodników
Ochrowy z rdzawym odcieniem.
Cechy mikroskopowe
Zarodniki 6–8,5 × 3,5–5 µm, Q = 1,5–2, w widoku z przodu eliptyczne, w widoku z boku lekko spłaszczone z jednej strony, cienkościenne, z małą, niewyraźną porą rostkową. Podstawki 4-zarodnikowe, 15–19 × 6–7 μm, maczugowate. Cheilocystydy butelkowate, 14–29 × 5–7 μm, z długą szyjką o szerokości 2–3 μm. Pleurocystyd brak. Skórka kapelusza błoniasta, zbudowana z gruszkowatych komórek o szerokości 10–24 μm, wymieszanych z licznymi pileocystydami. Pileocystydy butelkowate, 24–48 × 6–10(–19) μm, z nabrzmiałą podstawą i długą szyjką o szerokości 2,5–3 μm. Skórka trzonu składa się z jasnobrązowych, równoległych strzępek o szerokości 2,5–7 μm, pokrytych licznymi kaulocystydami. Kaulocystydy butelkowate i prawie maczugowate, 17–50 × 6–10 μm. Brak sprzążek.

## Występowanie i siedlisko
Podano stanowiska stożkówki włochatej tylko w Europie. W Polsce rozprzestrzenienie i częstość występowania nie są znane. W piśmiennictwie naukowym do 2003 r. podano 3 stanowiska, ale w późniejszych latach podano wiele nowych (pod nazwą Pholiotina mairei). Najbardziej aktualne stanowiska podaje internetowy atlas grzybów. Znajduje się w nim na liście gatunków zagrożonych i wartych objęcia ochroną.
Naziemny grzyb saprotroficzny. Występuje w lasach i parkach pod drzewami liściastymi (zwłaszcza topolami, jesionami i klonami).